# Coppa Italia Dilettanti Lazio
La Coppa Italia Dilettanti Lazio è il massimo torneo calcistico ad eliminazione diretta della regione Lazio. La prima edizione venne svolta nella stagione 1991-92, la squadra vincitrice ha diritto a partecipare alla fase nazionale della Coppa Italia Dilettanti.

## Formula
La fase regionale laziale della Coppa Italia Dilettanti prevedeva fino al 2011 la partecipazione sia delle squadre di Eccellenza che di Promozione. La squadra di Eccellenza che vinceva la Coppa otteneva la qualificazione alla fase nazionale della Coppa Italia Dilettanti; qualora la squadra vincitrice fosse stata una squadra di Promozione, la stessa avrebbe ottenuto la promozione per il campionato di Eccellenza della stagione seguente (mentre la squadra di Eccellenza finalista partecipava alla fase nazionale della Coppa Italia Dilettanti).
Attualmente partecipano solo le trentasei squadre di Eccellenza; la squadra che vince la Coppa ottiene la qualificazione alla fase nazionale della coppa alla cui vincitrice spetta la promozione in Serie D.

## Albo d'oro
Di seguito l'albo d'oro della Coppa Italia Dilettanti Lazio.
| Stagione | Vincitore               | Risultato     | Finalista           | Luogo                        | Coppa Italia Dilettanti               |
| -------- | ----------------------- | ------------- | ------------------- | ---------------------------- | ------------------------------------- |
| 1991-92  | Fiumicino               | 2-1; 1-1      | Tanas Primavalle    | Fiumicino e Primavalle       | Quarti di Finale                      |
| 1992-93  | VJS Velletri            | 2-0           | Palestrina          | Roma (Flaminio)              | 1º Turno                              |
| 1993-94  | Civitavecchia           | 3-0           | Ceccano             | Roma (Flaminio)              | Vincitrice fase Eccellenza, finalista |
| 1994-95  | Vigor Acquapendente     | 0-0 (6-5 dtr) | Santa Marinella     | Roma (Flaminio)              | Quarti di Finale                      |
| 1995-96  | Anziolavinio            | 1-0           | Terracina           | Roma (Flaminio)              | Quarti di Finale                      |
| 1996-97  | Fortitudo Nepi          | 3-0           | Anziolavinio        | Roma (Flaminio)              | 1º Turno                              |
| 1997-98  | Aprilia                 | 1-0           | Ferentino           | Roma (Flaminio)              | Quarti di Finale                      |
| 1998-99  | Castrense               | 2-1           | Albalonga           | Roma (Tre Fontane)           | Quarti di Finale                      |
| 1999-00  | Ferentino               | 1-0           | Civita Castellana   | Roma (Tre Fontane)           | 1º Turno                              |
| 2000-01  | Villanova               | 4-0           | Nettuno             | Roma (Tre Fontane)           | Quarti di Finale                      |
| 2001-02  | Nettuno                 | 3-1           | Ladispoli           | Roma (Tre Fontane)           | 1º Turno                              |
| 2002-03  | Ladispoli               | 1-1 (5-4 dtr) | Sezze Setina        | Roma (Tre Fontane)           | Vincitrice                            |
| 2003-04  | Torrenova               | 0-0 (5-4 dtr) | Roma VIII           | Roma (Tre Fontane)           | 1º Turno                              |
| 2004-05  | Cecchina                | 1-0           | Cynthia             | Roma (Flaminio)              | Quarti di Finale                      |
| 2005-06  | Santa Marinella         | 3-1 (dts)     | Colleferro          | Roma (Flaminio)              | Quarti di Finale                      |
| 2006-07  | Formia                  | 1-0           | Civita Castellana   | Roma (Flaminio)              | 1º Turno                              |
| 2007-08  | Palestrina              | 1-0           | Formia              | Anagni                       | Quarti di Finale                      |
| 2008-09  | Pomezia                 | 1-0           | Fidene              | Anagni                       | Semifinale                            |
| 2009-10  | Vigor Cisterna          | 2-0           | LVPA Frascati       | Roma (Flaminio)              | Quarti di Finale                      |
| 2010-11  | Città di Marino         | 3-1           | Palestrina          | Roma (Casal del Marmo)       | Finalista                             |
| 2011-12  | Rieti                   | 2-1           | Pisoniano           | Roma (Salaria Sport Village) | 1º Turno                              |
| 2012-13  | Colleferro              | 3-0           | Boville Ernica      | Cisterna di Latina           | 1º Turno                              |
| 2013-14  | Empolitana Giovenzano   | 3-1           | Viterbese Castrense | Frascati                     | 1º Turno                              |
| 2014-15  | Albalonga               | 1-1 (5-3 dtr) | Vis Artena          | Frascati                     | 1º Turno                              |
| 2015-16  | Cassino                 | 4-1           | Colleferro          | Latina                       | Semifinale                            |
| 2016-17  | UniPomezia              | 3-1           | Itri                | Latina                       | 1º Turno                              |
| 2017-18  | UniPomezia              | 1-0           | Astrea              | Ciampino                     | Semifinale                            |
| 2018-19  | Team Nuova Florida      | 1-1 (6-5 dtr) | Cynthia             | Roma (Tre Fontane)           | Semifinale                            |
| 2019-20  | Real Monterotondo Scalo | 2-1           | Villalba Ocres Moca | Ladispoli                    | N.D.                                  |
| 2020-21  | Annullata               | Annullata     | Annullata           | Annullata                    |                                       |
| 2021-22  | Civitavecchia           | 2-1           | Tivoli              | Roma (Tre Fontane)           | 1º Turno                              |
| 2022-23  | Insieme Formia          | 3-1           | LUISS               | Artena                       | Quarti di Finale                      |
| 2023-24  | Terracina               | 2-1 (dts)     | UniPomezia          | Tivoli                       | Quarti di Finale                      |
| 2024-25  | Montespaccato           | 2-1           | Valmontone          | Roma (Salaria Sport Village) | Quarti di Finale                      |

In corsivo le squadre che militavano in Promozione.

## Curiosità
- Le uniche squadre ad essere arrivate per tre volte in finale sono il Colleferro, il Palestrina e l'UniPomezia. Solo quest'ultima è riuscita a portare il titolo in bacheca per due volte consecutive.